# 李絢 (衡王)
李绚（8世纪—826年8月24日），唐朝皇子，是唐顺宗的第十二子。

## 母
王昭训，《旧唐书·宪宗本纪》作阎昭训，元和元年八月甲子，王昭训被唐宪宗晋封为衡王太妃。

## 生平
生年没有记载，兄长和弟弟李繕在788年被祖父唐德宗册封为郡王，他未受封，情况不详。贞元二十一年（805年），李愔被他父亲唐顺宗封为衡王，其后史书中没有记载他的情况。唐敬宗宝历二年（826年）七月十八，衡王李绚去世。